# Municipio de Washington (condado de Shelby, Iowa)
El municipio de Washington (en inglés: Washington Township) es un municipio ubicado en el condado de Shelby en el estado estadounidense de Iowa. En el año 2010 tenía una población de 456 habitantes y una densidad poblacional de 4,88 personas por km².

## Geografía
El municipio de Washington se encuentra ubicado en las coordenadas 41°44′33″N 95°29′35″O / 41.74250, -95.49306. Según la Oficina del Censo de los Estados Unidos, el municipio tiene una superficie total de 93.47 km², de la cual 93,35 km² corresponden a tierra firme y (0,13 %) 0,12 km² es agua.

## Demografía
Según el censo de 2010, había 456 personas residiendo en el municipio de Washington. La densidad de población era de 4,88 hab./km². De los 456 habitantes, el municipio de Washington estaba compuesto por el 97,59 % blancos, el 0,22 % eran asiáticos, el 1,1 % eran de otras razas y el 1,1 % eran de una mezcla de razas. Del total de la población el 1,32 % eran hispanos o latinos de cualquier raza.